# Freunde der Residenz
Die Freunde der Residenz ist eine Münchner Bürgervereinigung zum Wiederaufbau der im Zweiten Weltkrieg zerstörten Residenz.
Am 16. Februar 1945, also noch vor Ende des Zweiten Weltkriegs, fanden sich Münchener Bürger zusammen, um einen Verein zur Rettung der schwer zerstörten Residenz zu gründen. Der Verein sammelte nicht nur finanzielle Mittel für den Wiederaufbau, sondern prägte durch zahlreiche anspruchsvolle kulturelle Veranstaltungen wie Konzerte, Vorträge, Theateraufführungen und Weihnachtsmärkte das kulturelle Leben in der zerstörten Metropole. Im Unterschied zum von einfachen Bürgern getragenen Kulturbaufonds München prägte die Freunde der Residenz ein eher hochkulturell-intellektuelles Selbstverständnis. So eröffneten sie am 6. Mai 1946 das Theater am Brunnenhof, das Interimstheater für das Bayerische Staatsschauspiel. Anschließend rief der Verein die Bürger zum Spenden von Zinndeckeln auf, aus denen dann die Zinnbeschläge der neuen Residenzfenster und -tore gewonnen werden konnten. Im folgenden Jahr veranstaltete der Verein die Nymphenburger Sommerspiele, wo auch das Kammerorchester der Staatsoper München unter der Leitung von Georg Solti auftrat.
Zahlreiche prominente Bürger waren Mitglied in diesem Verein wie zum Beispiel Carl Orff, Richard Riemerschmid, Franz Joseph Schöningh, Tino Walz, Hans Döllgast, Hermann Leitenstorfer, Max Hoene, Friedrich von Hausegger, Gert Hornung, Hermann Krings, Hans Thoma oder die Verlegerfamilie Oldenbourg.
Der Verein ist bis heute aktiv, zu der immer noch nicht abgeschlossenen Rekonstruktion der Residenz ist auch die Beschäftigung mit den anderen Bauwerken, Gärten und Seen der Bayer. Schlösserverwaltung, z. B. auch die Erhaltung des Englischen Gartens als Zielsetzung in der Satzung festgeschrieben.
Das von Richard Riemerschmid entworfene Vereinssignet ziert ein aus der Asche entsteigender Phoenix.